# Криница (Тихорецкий район)
Криница — хутор в Тихорецком районе Краснодарского края России.
Входит в состав Фастовецкого сельского поселения.

## Население
| 2002 | 2010 |
| ---- | ---- |
| 61   | ↘41  |

## Улицы
- ул. Кубанская,
- ул. Северная[4].